# Nhà thờ Đức Bà München

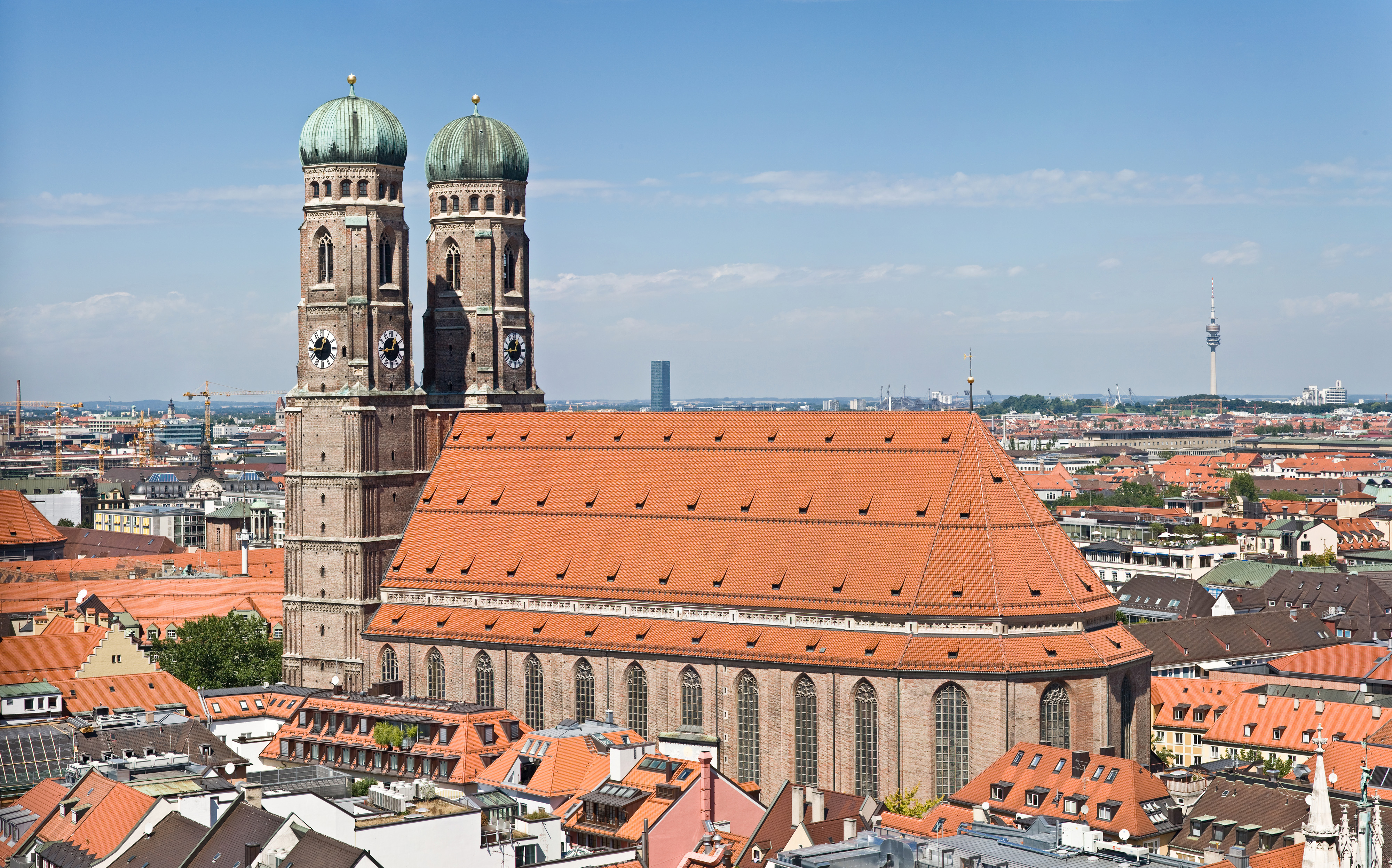
Nhà thờ Đức bà München nhìn từ tháp Nhà thờ Thánh Peter

Nhà thờ Đức Bà (tiếng Đức: Dom zu Unserer Lieben Frau - Nhà thờ Đức Bà rất đáng yêu mến - hay gọi ngắn gọn là Frauenkirche) trong khu Phố cổ (München) gần Quảng trường Đức Mẹ là nhà thờ chính tòa của tổng giáo phận München và Freising. Nhà thờ này được xem là biểu tượng của thành phố München.
Ngôi nhà thờ theo phong cách kiến trúc hậu Gothic này dài 109 m, rộng 40 m và cao 37 m. Hai tháp có mái đặc trưng cao gần bằng nhau; tháp bắc cao 98,57 m và tháp nam cao 98,45 m. Vì hội đồng thành phố không cho phép xây nhà cao hơn 100 m ngay trong trung tâm nên hai tháp này có thể nhìn thấy được từ rất xa. Du khách có thể vào tham quan tháp nam, nơi có thể ngắm toàn cảnh thành phố München và dãy núi Alps gần đấy.
Nhà thờ có chỗ cho 20.000 người, mặc dù vào thời điểm xây dựng vào cuối thế kỷ 15 thành phố München chỉ có khoảng 13.000 dân.

## Lịch sử

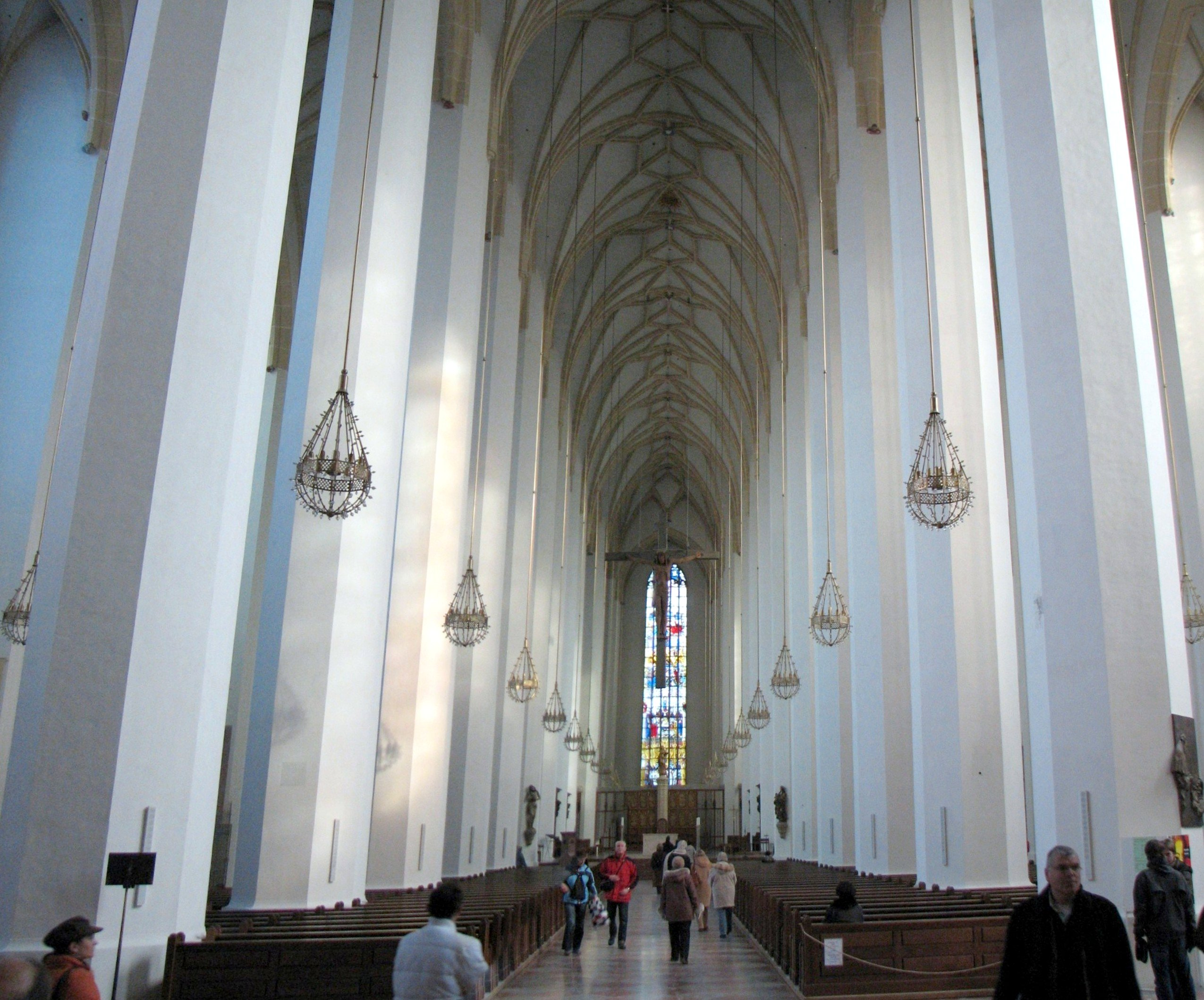
Bên trong Nhà thờ Đức Bà

Ngay từ khoảng năm 1240 dòng họ Wittelsbach đã cho xây một nhà thờ trong khu phố bao bọc lấy nơi ngự trị. Ngôi nhà thờ cũ gồm ba gian được xây theo phong cách Kiến trúc Roman với hai tháp và có kích thước tương tự như Nhà thờ Dòng Phaxicô tại Salzburg (Áo). Có nhiều truyền thuyết giải thích lý do xây dựng ngôi nhà thờ mới. Một truyền thuyết kể rằng Công tước Sigismund của Bayern trong một dịp đi săn đã nhìn về München và bảo rằng thành phố cần có một ngôi nhà thờ mới, là biểu tượng để mọi người đã có thể nhìn thấy được khi còn cách xa thành phố. Một câu chuyện khác kể rằng trong một buổi cầu nguyện có một em bé gái đã bất tỉnh trong ngôi nhà thờ cũ và đã chết do không thể mang ra khỏi nhà thờ lúc đấy quá đông người. Sau đấy vị công tước đã thề nguyền phải xây dựng một ngôi nhà thờ mới và rộng lớn hơn để chuyện đấy không bao giờ tái diễn nữa. Thế nhưng trên thực tế chính việc tăng trưởng dân số và niềm tự hào ngày càng cao của người dân München có lẽ mới là nguyên do cho việc xây mới. Kiến trúc sư và nhà xây dựng Jörg von Halsbach được hội đồng thành phố giao phó xây dựng công trình này. Đồng thời, từ ông cũng là người xây dựng cải tạo lại Tòa đô chính Cũ của München (1470). Vào ngày 9 tháng 2 năm 1468 Công tước Sigismund và Giám mục Tullbeck đã cử hành lễ đặt viên đá đầu tiên cho Nhà thờ Đức Bà mới. Ít lâu sau khi công trình hoàn thành Jörg von Halsbach qua đời và đã được chôn cất ngay bên trong nhà thờ.
Buổi lễ khánh thành ngôi nhà thờ mới có lẽ được tổ chức vào ngày 14 tháng 4 năm 1494. Hai mái tháp đặc trưng của nhà thờ chỉ được hoàn thành vào khoảng năm 1525. Trước đấy vài năm, khi còn chưa có mái, tháp đã là nơi đặt súng đại pháo để bảo vệ thành phố München trong cuộc chiến tranh giành quyền thừa kế của nội bộ dòng họ Wittelsbach (Chiến tranh kế thừa Landshut).
Nhà thờ đã bị hư hại nặng trong năm 1944 do bị không kích. Sau Chiến tranh thế giới thứ hai nhà thờ ban đầu được tái kiến thiết một cách đơn giản. Công trình trùng tu nhà thờ bao gồm nhiều giai đoạn, đợt cuối cùng vào năm 1994. Trong số các đồ vật nguyên thủy hiện chỉ còn lại bức tranh trên cửa sổ nơi đồng ca cũng như một vài tranh vẽ và tượng.

## Chuông

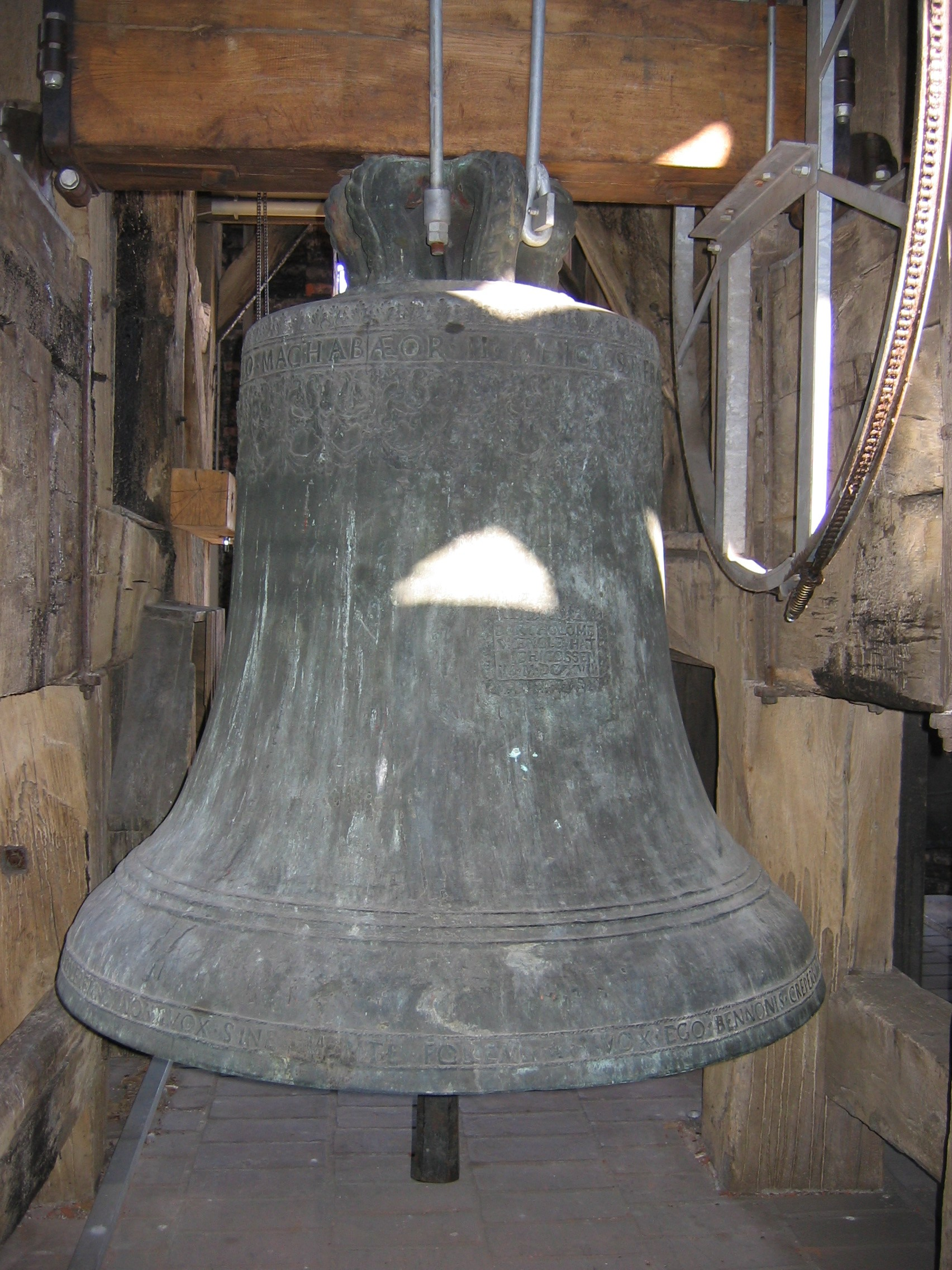
Quả chuông Benno nặng 2,1 tấn đúc năm 1617

Nhà thờ Đức Bà có tổng cộng 10 chuông. Quả chuông "Winklerin" đúc năm 1451 nặng 2 tấn được treo trở lại tháp bắc vào ngày 30 tháng 3 năm 2004 sau đợt sửa chữa. Trong cùng ngày 3 quả chuông mới được đúc tại thành phố Passau cũng được treo trong tháp nam. Quả chuông "Susana" nặng 8 tấn có lẽ là quả chuông nhà thờ nặng nhất của bang Bayern bên cạnh chuông Salvator của Nhà thờ lớn Würzburg và được xem là một trong những chuông có tiếng vang hay nhất châu Âu thời Trung cổ. Bộ chuông của Nhà thờ Đức Bà là một trong những bộ chuông có giá trị lịch sử nhất của nước Đức.